# Argujillo
Argujillo ist ein nordwestspanischer Ort und eine Gemeinde (municipio) mit nur noch 218 Einwohnern (Stand: 2024) im Süden der Provinz Zamora in der Autonomen Gemeinschaft Kastilien-León. 

## Lage und Klima
Argujillo liegt am Rand der Kastilischen Hochebene (Meseta Iberica) in einer Höhe von ca. 770 m. Die Provinzhauptstadt Zamora ist gut 26 km (Fahrtstrecke) in nordnordwestlicher Richtung entfernt; bis nach Salamanca sind es gut 39 km in südsüdwestlicher Richtung. Das gemäßigte Kontinentalklima wird nur selten vom Atlantik beeinflusst; Regen (ca. 471 mm/Jahr) fällt vorwiegend im Winterhalbjahr.

## Bevölkerungsentwicklung
| Jahr      | 1970 | 1981 | 1991 | 2001 | 2011 | 2021 |
| Einwohner | 553  | 507  | 447  | 383  | 324  | 224  |

## Sehenswürdigkeiten
- Kirche Mariä Himmelfahrt (Iglesia de la Asunción de Nuestra Señora)
- Rathaus

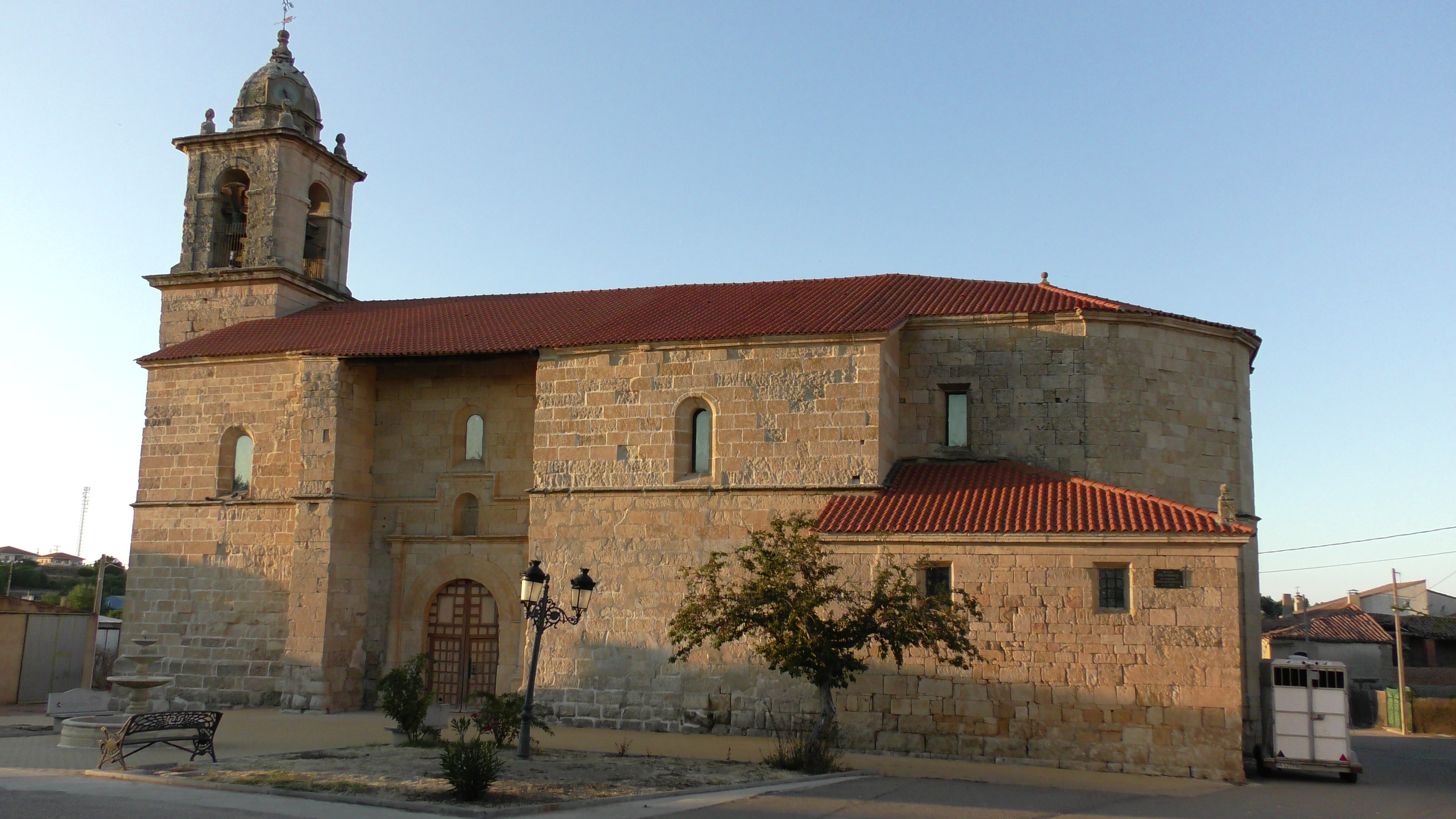
Kirche Mariä Himmelfahrt

## Persönlichkeiten
- Abelardo Moralejo Lasso (1898–1983), Latinist und Linguist